# 豊嶋弥左衛門
豊嶋 弥左衛門（てしま やざえもん、旧字体：豐嶋 彌左衞門、1899年（明治32年）5月1日 - 1978年（昭和53年）1月3日 ）は、シテ方金剛流能楽師。重要無形文化財保持者（人間国宝）。本名は豊嶋 弥平（てしま やへい）、前名は豊嶋  一（てしま はじめ）。
ワキ方高安流豊嶋一松の長男として広島市上幟町に生れ厳島町に育つ。豊嶋家は旧広島藩浅野家お抱えの能楽師で、兄弟6人はみな能楽師となった。1904年（明治34年）『鞍馬天狗』の子方で初舞台。1913年（大正2年）正式にシテ方に転向するため、京都金剛家の内弟子となる。金剛謹之輔、初世金剛巌、金剛右京に師事。1948年（昭和23年）父と弟の追善能で家名の弥左衛門を襲名。芸風は華麗かつ重厚で、渋みを湛えていた。昭和47年（1972年）度文化庁芸術祭大賞。1977年（昭和52年）重要無形文化財保持者（人間国宝）に各個認定。京都市文化功労者。死去後勲四等旭日小綬章が追贈された。　
子に豊嶋弥左衛門（三千春）と豊嶋訓三がいる。

## 著書
- 『弥左衛門芸談』 (能楽書林、1980年)

## DVD
- 能楽名演集 金春流「黒塚」櫻間道雄 本田秀男 豊嶋十郎／金剛流「葵上」豊嶋弥左衛門 江崎金治郎、NHKエンタープライズ